# Chaetodon speculum
Poisson-papillon à tache ovale, Poisson-papillon à miroir
Espèce
Synonymes
- Chaetodon ocellifer Franz, 1910
- Chaetodon spilopleura Cuvier, 1831

Statut de conservation UICN

 LC  : Préoccupation mineure
Chaetodon speculum , communément nommé poisson-papillon à tache ovale ou poisson-papillon à miroir, est une espèce de poisson marin de la famille des Chaetodontidae.

## Description
La taille maximale du poisson-papillon à tache ovale est de 18 cm.

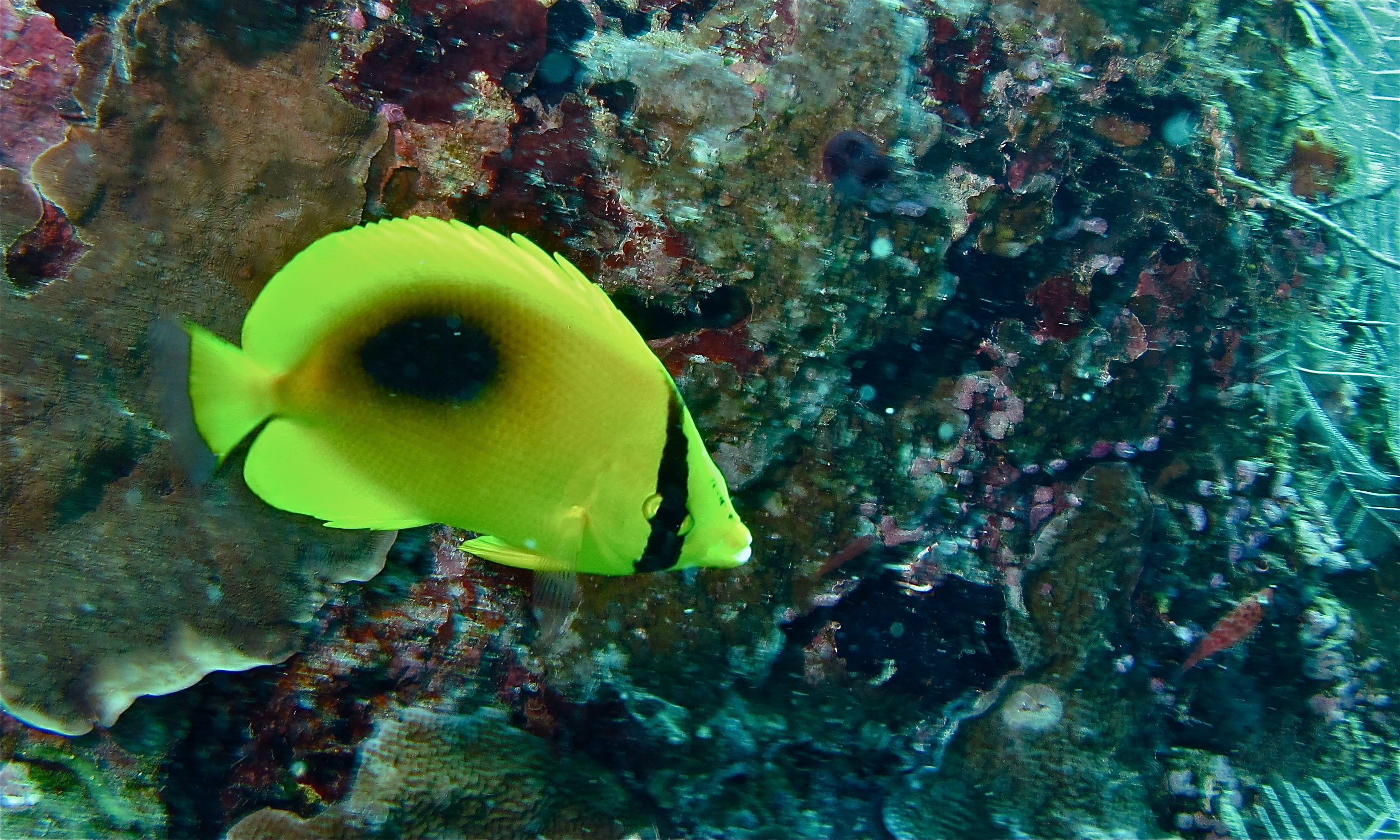
Poisson-papillon à tache ovale (Sabah, Malaisie)

Sa coloration est jaune, une grande tache noire sur le côté, de forme ovale (d'où son nom) et une barre noire passant par l'œil.

## Distribution
Le poisson-papillon à tache ovale se rencontre dans la région Indo-Pacifique.

## Biologie et écologie
C'est un poisson corallien qui a une activité diurne et se nourrit d'invertébrés.

## Aquariophilie
Ce poisson peut se rencontrer en aquarium, mais il n'est pas conseillé, car difficile à nourrir.